# Wendigo (Supernatural)
Wendigo is de tweede aflevering van de televisieserie Supernatural, die voor het eerst werd uitgezonden op The WB Television Network op 20 september 2005. Het verhaal is geschreven door Ron Milbauer en Terri Hughes Burton en geregisseerd door David Nutter. In deze aflevering gaan de broers Sam en Dean verder met de zoektocht naar hun vader, met als enige hint coördinaten die leiden naar een bos genaamd Blackwater Ridge. Al snel komen ze erachter dat er al jaren een monster in het bos leeft.

## Verhaallijn
Na een week in Palo Alto, Californië gezocht te hebben naar het monster dat Jessica heeft vermoord, besluiten Sam en Dean door te gaan naar de coördinaten die hun vader heeft achtergelaten in zijn dagboek. In Lost Creek komen ze boswachter Wilkinson tegen, die de broers naar Haley Collins leidt. Ze is ervan overtuigd dat haar broer, Tommy Collins, vermist is geraakt tijdens een kampeertocht. Haley toont ze de laatste video die Tommy haar gestuurd heeft via zijn telefoon voordat hij verdween. Ze informeert hen ook dat zij en haar jongere broer, Ben Collins, een gids ingehuurd hebben om hen te helpen in het vinden van Tommy.
Sam doet wat onderzoek en vindt dat mensen om de 23 jaar verdwijnen in Blackwater Ridge. Hij speelt ook het laatste filmpje van Tommy af in slow motion en ziet een snel bewegende schaduw op de achtergrond. Ze gaan naar Shaw, een overlevende van een Grizzly-aanval in 1959, Shaw vertelt hen dat het niet om een grizzly gaat die zijn familie heeft aangevallen, maar een monster dat zo snel is dat je het niet ziet. Ze gaan de volgende ochtend terug naar Blackwater Ridge en komen daar Haley, Ben en hun gids, Roy tegen. Wanneer de groep de verlaten camping bereikt, vinden ze kapotte tenten en beschadigde apparatuur. Nadat de groep wordt afgeleid door geschreeuw besluiten ze op zoek te gaan naar de bron. Wanneer ze terugkomen naar de kampeer plek ontdekken ze dat hun spullen zijn verdwenen. Met de hulp van hun vaders agenda beseffen Sam en Dean dat Wendigo op hen jaagt. Zij informeren de groep, en Dean tekent Anasazi-symbolen voor bescherming, terwijl ze overnachten in het bos. Sam vertelt Dean dat hij af wil zien van deze jacht en op zoek wil gaan naar hun vader. Laat in de nacht worden ze wederom afgeleid door geschreeuw. Roy negeert Deans waarschuwingen en loopt in het donker met zijn pistool. Hij komt niet meer terug.
De volgende dag leggen Sam en Dean uit wat een Wendigo is en dat Tommy nog in leven kan zijn, dus volgen ze een bloedig spoor van de Wendigo. Ze worden echter geconfronteerd met het dode lichaam van Roy dat uit een boom valt. De Wendigo slaagt tijdens de chaos erin om Haley en Dean mee te nemen. Sam en Ben volgen een spoor van M&M's, dat Dean achterlaat. Ze vinden Dean, Haley, en Tommy vastgebonden aan het plafond van een verlaten mijn.
Dean vindt twee flarepistolen samen met de rest van hun gestolen goederen, terwijl Dean de Wendigo afleid, probeert Sam de overlevende naar buiten te leiden. De Wendigo volgt echter Sam en leidt de groep naar een doodlopende eind Dean verschijnt nog net op tijd achter de Wendigo en schiet een flare in zijn borst. De Wendigo barst in vlammen uit en sterft. De groep bedenkt een grizzly-verhaal om tegen de politie te vertellen. Haley bedankt Dean en vertrekt dan met Tommy en Ben in de ambulance. Dean zegt dat hij een hekel heeft aan kamperen en informeert Sam dat ze door moeten gaan met het zoeken naar hun vader. Sam stemt in, maar alleen als hij mag rijden.

## Rolverdeling
| Acteur              | Personage            |
| ------------------- | -------------------- |
| Jared Padalecki     | Sam Winchester       |
| Jensen Ackles       | Dean Winchester      |
| Gina Holden         | Hailey Collins       |
| Alden Ehrenreich    | Ben Collins          |
| Callum Keith Rennie | Roy                  |
| Donnelly Rhodes     | Shaw                 |
| Timothy Webber      | Boswachter Wilkinson |
| Graham Wardle       | Tommy Collins        |
| Cory Monteith       | Gary                 |
| Roy Campsall        | Wendigo              |

## Muziek
“Hot Blooded” van Foreigner

“Down South Jukin’” van Lynyrd Skynyrd

“Fly By Night” van Rush